# Lathamus
Lathamus is een geslacht van vogels uit de familie van Psittaculidae (papegaaien van de Oude Wereld) en kent slechts een soort.

## Soorten
- Lathamus discolor – Zwaluwpapegaai